# 長洲島

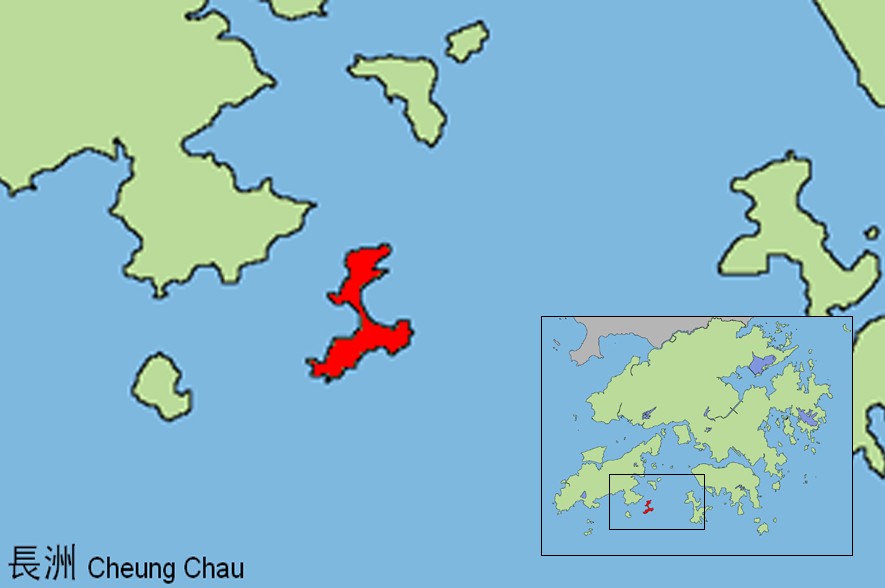
香港の中での長洲の位置

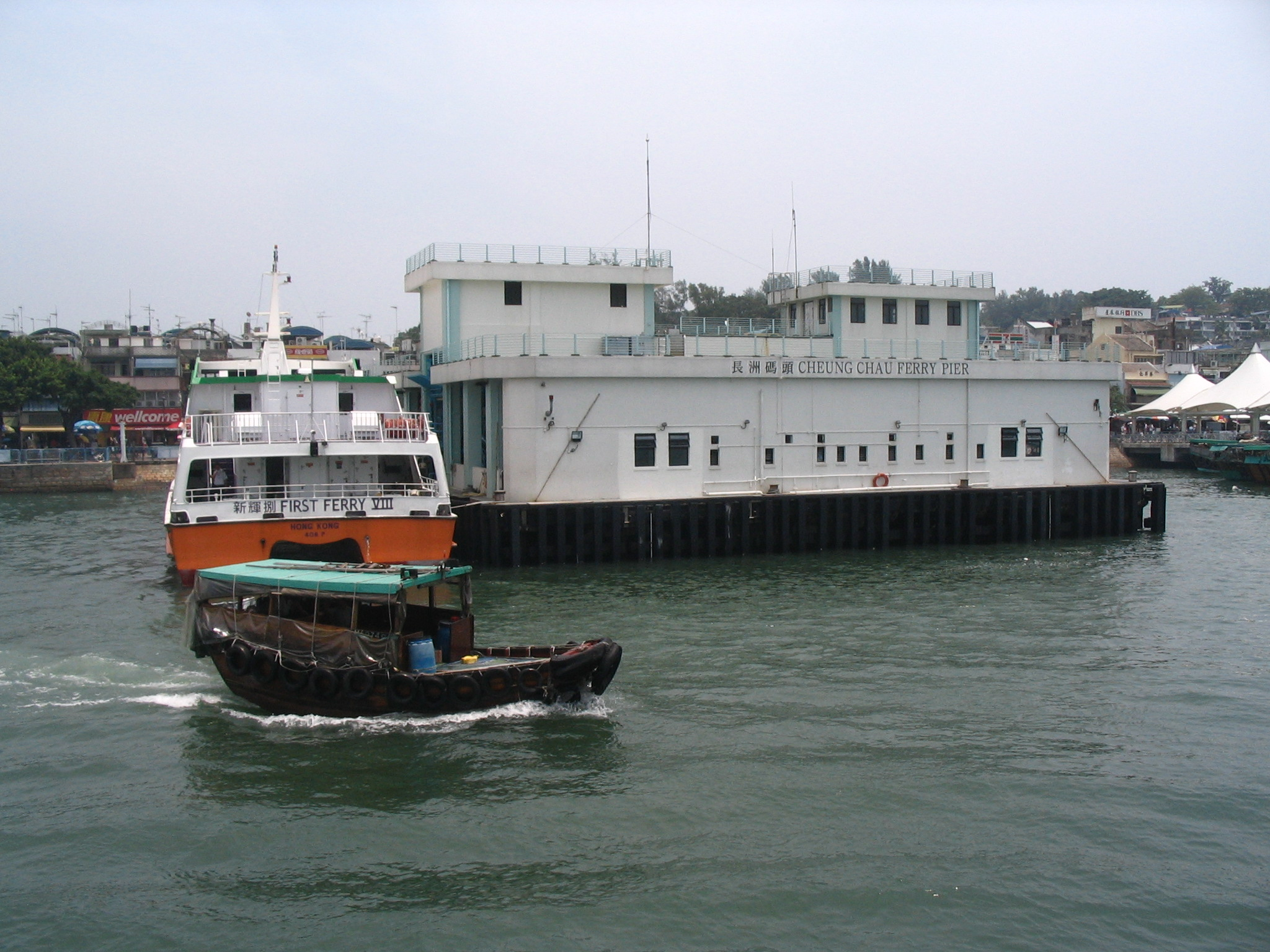
長洲埠頭

長洲（広東語：チュンチャウ、英語：Cheung Chau）、日本における俗称長洲島（ちょうしゅうとう）は、香港新界離島区の離島のひとつで、香港島の西及びランタオ島の南東に位置し、有名な観光地である。

## 概要
島の地形は、南北の岩山二つとそれを結ぶ細長い砂州で、ダンベルのような形になった。「洲」は砂が堆積した島を意味する字なので、「島」を付けて呼ぶと意味が重複する。
香港島の中環埠頭からフェリーで行くことができる。島には救急車などの緊急車両と工事車両以外に車はなく、交通手段は自転車と徒歩のみ。
人口は砂州の部分に密集し、食堂や海産物屋が並んでいる。砂州の東側は海水浴場で、西側は漁港とフェリー乗り場がある。海水浴場周辺にはロッジが多く、宿泊しての観光も可能。
島には天后廟、関公廟、北帝廟がある。北帝廟を中心に太陰暦4月8日前後に行われる太平清醮（俗称包山節、饅頭祭り）は、高い櫓に登り、取り付けられたマントウを取り合う祭りで、観光客も多く訪れる。
島の南西部には海蝕崖や洞窟が多くみられ、悪名高い海賊・張保が財宝を隠したという伝説の残る張保洞は観光名所の一つとなっている。

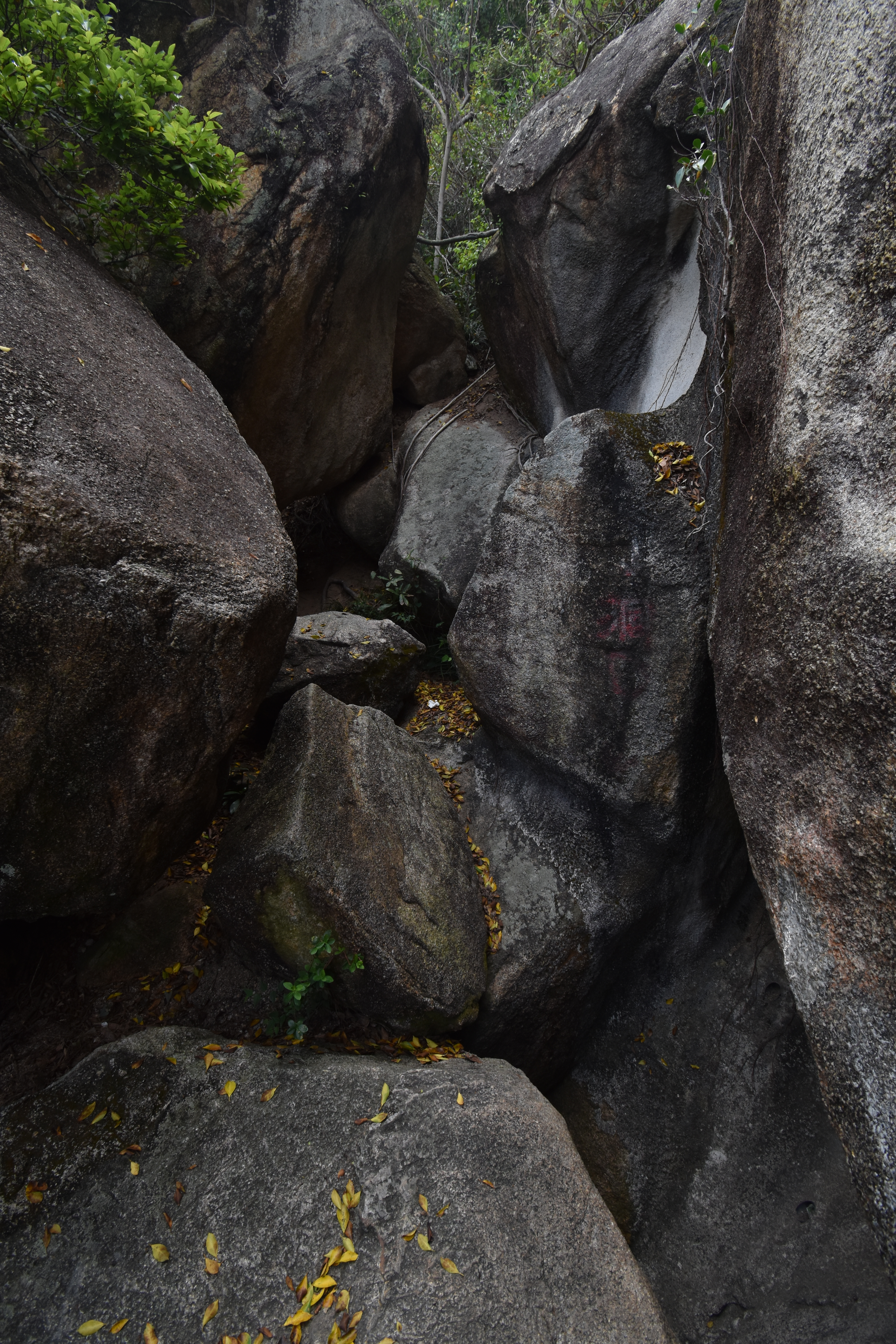
張保洞